# Больница Альберта Швейцера в Ламбарене
Больница Альберта Швейцера (фр. Hôpital Albert Schweitzer) — габонская больница, основанная в 1913 году Альбертом Швейцером в городе Ламбарене.
В 1952 году за многолетнюю работу в больнице Альберт Швейцар получил Нобелевскую премию мира, денежный приз которой, он потратил на больницу для прокаженных. В 2009 году, старый госпиталь и кладбище были внесены в Предварительный список для включения в список Всемирного наследия ЮНЕСКО.

## История
Больница была основана в 1913 году Альбертом Швейцером, который заведовал ей до самой своей смерти в 1965 году. На протяжении всей своей истории больница была под управлением и финансировалась европейцами. В 1974 году был основан «Международный фонд больницы Альберта Швейцера в Ламбарене», который взял на себя обязанности по управлению больницей.
С момента основания больница дважды перестраивалась. Во время второй перестройки в 1981 году, по запросу правительства Габона, в состав больницы был включен исследовательский центр, который в конечном итоге превратился в отдельную некоммерческую организацию под названием «Centre de Recherches Médicale de Lambaréné», однако до сих пор находится под управлением фонда.
В 2011 году впервые руководителем больницы был назначен африканец Антуан Нзенги (фр. Antoine Nziengui).